# French Assault
French Assault è un EP dei Venom, pubblicato in Francia nel 1985 dalla New Records.

## Tracce
Lato A
1. Nightmare
2. Bloodlust
3. In Nomine Satanas

Lato B
1. Countess Bathory (live)
2. Powerdrive
3. Burstin' Out

## Formazione
- Conrad "Cronos" Lant - voce, basso
- Jeffrey "Mantas" Dunn - chitarra
- Tony "Abaddon" Bray - batteria